# Нейрат, Ганс
Ганс Нейрат (нем. Hans Neurath; 29 октября 1909, Вена, Австрия — 12 апреля 2002, Сиэтл, Вашингтон, США) — австрийский, британский и американский биохимик.

## Биография
Родился 29 октября 1909 года в Вене. В 1928 году поступил в Венский университет, который окончил в 1933 году. После окончания Венского университета, решил связать свою жизнь с Лондоном и переехал туда, где в 1934 году устроился в Лондонский университет. Проработав там год, переехал в США. С 1935 по 1936 год работал в Миннесотском университете на кафедре сельскохозяйственной биохимии. С 1936 по 1938 год работал в Корнеллском университете на кафедре химии, с 1938 по 1950 год работал на аналогичной кафедре Университете штата Северная Каролина. В 1950 году избран профессором биохимии Вашингтонского университета и работал на этой позиции вплоть до 1990-х годов, после чего ушёл на пенсию.
Скончался 12 апреля 2002 года в Сиэтле.

## Научные работы
Основные научные работы посвящены изучению структуры и функции белков, механизма действия протеолитических ферментов.

## Членство в обществах
- Член Американской академии искусств и наук
- Член Национальной академии наук США (1961)[1]